# Црногорски олимпијски комитет
Црногорски олимпијски комитет (ЦОК) је национални олимпијски комитет Црне Горе. Одговоран је за промовисање Олимпијских идеала у земљи и осигурава учешће црногорских спортиста на олимпијским играма и осталим мањим спортским догађајима. Тренутни председник је Душан Симоновић. Чланови Комитета су 20 спортских савеза, који бирају Извршни одбор у саставу председника и шеснаест чланова. Његово седиште налази се у Подгорици.
ЦОК је један од организатора Игара малих земаља Европе 2019. које су одржане у Будви.

## Историја
Црногорски олимпијски комитет основан је 2006. године после референдума о независности Црне Горе и постао је члан Међународног олимпијског комитета 2007. године.
Од 1999. године додељују се годишње Награде Црногорског олимпијског комитета за најбољег младог спортисту и спортисткињу, мушку и женску екипу, а од 2011. и за најуспешнијег спортисту.

## Председници
| Председник      | Период |
| --------------- | ------ |
| Душан Симоновић | 2008 – |

## Извршни одбор
Извршни одбор чине:
- Председник: Душан Симоновић
- Потпредседници: Боро Мрачевић, Бојана Поповић
- Чланови: Димитрије Рашовић, Јовица Речевић, Драган Самарџић, Божидар Вуксановић, Дејан Бајић, Веселин Баровић, Момир Ђурђевац, Бранко Јовановић, Драган Копитовић, Рајко Косић, Џемал Љушковић, Вања Мугоша, Цветко Пајковић, Радмила Петровић

## Савези
| Савез                                | Летње или Зимске | Седиште     |
| ------------------------------------ | ---------------- | ----------- |
| Атлетски савез Црне Горе             | Летње            | Подгорица   |
| Боксерски савез Црне Горе            | Летње            | Подгорица   |
| Ватерполо и пливачки савез Црне Горе | Летње            | Котор       |
| Гимнастички савез Црне Горе          | Летње            | Будва       |
| Једриличарски савез Црне Горе        | Летње            | Херцег Нови |
| Карате савез Црне Горе               | Летње            | Подгорица   |
| Кошаркашки савез Црне Горе           | Летње            | Подгорица   |
| Одбојкашки савез Црне Горе           | Летње            | Подгорица   |
| Планинарски савез Црне Горе          | Летње            | Подгорица   |
| Рвачки савез Црне Горе               | Летње            | Будва       |
| Рукометни савез Црне Горе            | Летње            | Подгорица   |
| Скијашки савез Црне Горе             | Зимске           | Никшић      |
| Стонотениски савез Црне Горе         | Летње            | Подгорица   |
| Стреличарски савез Црне Горе         | Летње            | Подгорица   |
| Стрељачки савез Црне Горе            | Летње            | Подгорица   |
| Теквондо савез Црне Горе             | Летње            | Подгорица   |
| Тениски савез Црне Горе              | Летње            | Подгорица   |
| Триатлон савез Црне Горе             | Летње            | Подгорица   |
| Фудбалски савез Црне Горе            | Летње            | Подгорица   |
| Џудо савез Црне Горе                 | Летње            | Подгорица   |